# Charles Kobelke
Charles Kobelke (ur. 10 sierpnia 1979) – australijski judoka.
Startował w Pucharze Świata w 2007. Brązowy medalista mistrzostw Oceanii w 2006. Brązowy medalista mistrzostw Australii w 2005 i 2007 roku.